# Касик чорний
Касик чорний (Cacicus solitarius) — вид горобцеподібних птахів родини трупіалових (Icteridae). Мешкає в Південній Америці.

## Опис

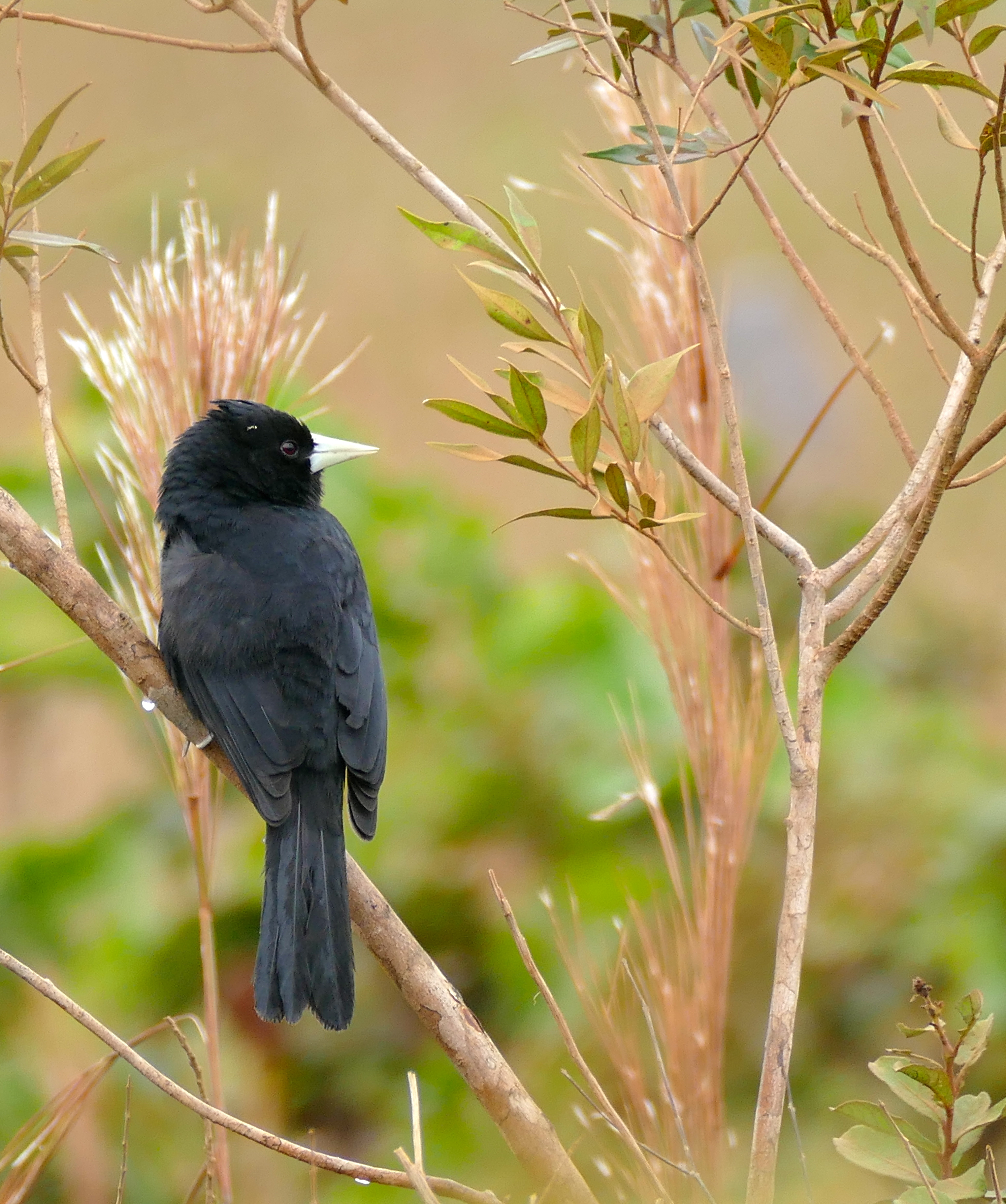
Чорний касик (Пантанал, Бразилія)

Довжина самця становить 27 см, самиці 23 см. Забарвлення повністю чорне, райдужки темні, дзьоб великий, міцний, гострий, кремово-білий.

## Поширення і екологія
Чорні касики мешкають на східних схилах Анд в Колумбії і Венесуелі, в Еквадорі, Перу і Болівії на схід від Анд, в Бразилії на південь від Амазонки, в Парагваї, північній Аргентині і західному Уругваї. Вони живуть у вологих рівнинних і заболочених тропічних лісах і в галерейних лісах. Зустрічаються поодинці або парами, на висоті до 500 м над рівнем моря. Не приєднуються до змішаних зграй птахів. Живляться безхребетними, дрібними хребетними, зокрема деревними жабками, плодами і нектаром. Шукають їжу переважно в густому чагарниковому підліску і серед лісан, іноді в кронах квітучих дерев. Сезон розмноження триває з жовтня по січень. Гніздяться поодинці, за сезон може вилупитися два виводки.